# 92892 Robertlawrence
92892 Robertlawrence este o planetă minoră (asteroid) din centura de asteroizi. A fost descoperită pe 25 august 2000 la Observatorio de Cerro Tololo⁠(d) de Marc Buie⁠(d). 
Obiectul prezintă o orbită caracterizată de o semiaxă mare de 2,2747483699125 UAi, o excentricitate de 0,12057069382051, o înclinație de 4,3280253261401 ° în raport cu ecliptica.